# Литл Фолс-Саут Виндам (Мејн)
Литл Фолс-Саут Виндам (енгл. Little Falls-South Windham) град је у америчкој савезној држави Мејн.

## Демографија
По попису из 2000. године број становника је 1.792.
| Група             | 2000.         | 2010.    |
| Белци             | 1.706 (95,2%) | 0 (0,0%) |
| Афроамериканци    | 30 (1,7%)     | 0 (0,0%) |
| Азијати           | 6 (0,3%)      | 0 (0,0%) |
| Хиспаноамериканци | 14 (0,8%)     | 0 (0,0%) |
| Укупно            | 1.792         | 0        |